# Inscryption
Inscryption è un videogioco indipendente deckbuilding roguelike, sviluppato da Daniel Mullins Games, per Microsoft Windows, Linux, macOS, Xbox One, PlayStation 4, PlayStation 5,Nintendo Switch e Nintendo Switch 2
Il gioco si svolge in una capanna, dove un losco figuro inquietante imprigiona il giocatore e lo obbliga a giocare contro di lui. 
 Nel 2022 Inscryption ha vinto 4 premi all'Independent Games Festival ed è stato candidato gioco dell'anno alla ventiduesima edizione dei Game Developers Choice Awards.

## Trama
La storia narra di un content creator di nome Luke Carder, il quale si filma mentre apre dei pacchetti di carte appartenenti ad un gioco non più in commercio chiamato Inscryption. In una carta sono scritte delle coordinate che Carder seguirà fino a trovare una scatola con un floppy disk che pare essere l'unica copia al mondo di un videogioco basato su Inscryption. Luke decide di provarlo nel suo computer ma scopre di non poter avviare una nuova partita ed è costretto a continuare a giocare con i vecchi dati.  
All'interno del gioco il giocatore è intrappolato in una piccola capanna da una figura oscura chiamata Leshy che obbligherà il giocatore a giocare con lui. Ogni volta che il giocatore perderà, Leshy userà una macchina fotografica che intrappolerà il giocatore in una "carta della morte" che potrà essere usata successivamente. 
Tra un turno e l'altro, il giocatore potrà muoversi all'interno della capanna per risolvere puzzle, ottenere potenziamenti e tre carte con cui potrà parlare: l'ermellino, la cimice e il lupo rachitico. Questi tre personaggi aiuteranno il giocatore a individuare nella stanza un rullino il quale servirà a intrappolare Leshy dopo averlo battuto. Una volta battuto, nel menù di gioco sarà disponibile di nuovo la voce "nuova partita" che porta il gioco in un nuovo stato.
Il gioco da questo momento in poi viene presentato come un tradizionale gioco di ruolo realizzato in stile pixel art ma le meccaniche di gioco non cambiano di molto. Lo scopo ora è sconfiggere uno dei quattro scribi del gioco per prenderne il posto. I quattro scribi sono Leshy, P03, Grimora e Magnificus. Carder scoprirà che Leshy aveva precedentemente catturato con una macchina fotografica magica gli altri tre scribi in tre carte raffiguranti l'ermellino, la cimice e il lupo rachitico.
Una volta battuto uno degli scribi, a scelta del giocatore, apparirà P03 che prenderà il controllo dell'intero gioco cambiando di nuovo lo stato del gioco.
Durante la partita Carder cerca di contattare lo sviluppatore di Inscryption, GameFuna, il quale però gli chiede la restituzione della copia che possedeva. Carder rifiuta la richiesta e scopre che uno sviluppatore del gioco chiamato Kaycee Hobbes è misteriosamente sparito mentre lavorava al gioco; il nome dello sviluppatore è precedentemente comparso come carta nella capanna di Leshy e come spirito nella zona di Grimora.
Nel nuovo stato di gioco il giocatore si trova in una fabbrica intrappolato da P03 che lo obbligherà ad aiutarlo a raggiungere la "Grande Trascendenza" sconfiggendo "Uberbot". Carder accetta di concedere al gioco l'accesso al suo computer per vincere gli scontri. Dopo la sconfitta dell'ultimo Uberbot, P03 rivela il suo vero piano, cioè ottenere l'accesso per caricare Inscryption su una vetrina di giochi digitali, ma prima che ciò accade Leshy, Grimora e Magnificus disabilitano P03 e fanno fallire il suo piano.
Grimora, approfittando del lavoro degli scribi per ripristinare il gioco allo stato predefinito, cancella Inscryption e il file "OLD_DATA" che contiene informazioni troppo sensibili per Carder. I tre scribi hanno ciascuno una partita finale con il giocatore prima della cancellazione del gioco. 
Carder alla fine trova il file e scopre la cruda verità. Decide di contattare Herman, un giornalista dell'Herald. Carder dichiara di avere delle prove contro la società GameFuna (sviluppatore del gioco Inscryption) la quale ha preso il controllo del suo computer. Tuttavia, viene interrotto da un rappresentante di GameFuna che, presentandosi a casa sua, gli spara in testa, ponendo così fine alla sua vita.

## Modalità di gioco

### Regole generali
Inscryption è un videogioco deckbuilding roguelike. Il gioco è diviso in tre atti, in cui cambia la costruzione del mazzo e l'estetica del gioco ma le meccaniche principali restano invariate.
Il terreno di gioco è una griglia 3x4 che nel terzo atto viene ampliata a una griglia 3x5. Mentre il giocatore posiziona le proprie carte nella fila in basso, l'avversario posiziona le sue carte nella fila in alto. Nel turno successivo, le carte dell'avversario si spostano nella fila centrale.
Ogni carta ha statistiche di attacco e di salute. Durante il turno di un giocatore o di un avversario, dopo che le carte sono state posizionate sul campo di gioco, ogni giocatore attacca una carta dell'avversario nella stessa colonna, infliggendo il proprio valore di attacco alla salute di quella carta. Se un attacco riduce la salute a zero o meno, la carta scompare dal tavolo.
Se la carta attaccante non incontra resistenza, attacca direttamente l'avversario. Il danno è rappresentato su una bilancia e l'obiettivo del giocatore è far pendere la bilancia dalla parte dell'avversario con una differenza di cinque punti danno. Ogni carta può avere anche dei simboli speciali che rappresentano abilità speciali come la capacità di colpire direttamente l'avversario ignorando le carte davanti o di attaccare più volte in un singolo turno.

#### Primo atto
Durante il primo atto, il gioco si svolge in prima persona. Il giocatore dovrà sfidare il mazziere Leshy in una piccola capanna. Durante questo capitolo del gioco, il giocatore dovrà attraversare una mappa simile al gioco dell'oca, in cui incontrerà diversi png che potenzieranno le sue carte e avversari da affrontare. Il giocatore potrà muoversi all'interno della capanna durante gli spostamenti nella mappa e potrà risolvere puzzle che sbloccheranno nuove carte e nuove zone. Dopo il superamento di una mappa, che sono tre in totale, il giocatore dovrà sconfiggere un boss, che avrà abilità speciali rendendolo più difficile da battere.
Il turno del giocatore inizia con la possibilità di pescare una carta da due mazzi differenti: quello del giocatore e quello degli scoiattoli.
Per mettere in gioco una carta, il giocatore deve controllare il suo costo in gocce di sangue. 
Le carte scoiattolo sono gratuite e possono essere sacrificate per una goccia di sangue, mentre quasi tutte le altre carte valgono una goccia di sangue una volta sacrificate. 
Per ogni carta sacrificata o distrutta si ottiene un pagamento in "ossa". Questa valuta può essere utilizzata per giocare alcune carte che richiedono ossa invece di sacrifici.
Durante il proprio turno, è possibile utilizzare al massimo tre strumenti, se disponibili. Questi strumenti aiutano il giocatore a uscire da situazioni di svantaggio, come saltare il turno dell'avversario o eliminare una carta. I totem, ottenibili dall'intagliatrice durante il gioco, sono utilizzabili in tutti gli scontri e forniscono al giocatore sigilli permanenti per specifiche categorie di carte.
Il giocatore avrà due vite rappresentate da due candele; una candela si spegnerà ogni volta che il giocatore perde una partita.  Se entrambe le vite vengono perse, il gioco finirà e si andrà in game over. Quando si affronta un boss, le vite disponibili si riducono a una vita, ma se il boss viene sconfitto, il giocatore potrà ottenere nuovamente due vite.
In caso di game over, Leshy farà creare al giocatore una "carta della morte" che prenderà le statistiche del mazzo utilizzato nella partita. La "carta della morte" può essere utilizzata nelle nuove partite, le quali saranno giocate da capo, mantenendo solo alcuni bonus.

#### Secondo atto
Nel secondo atto di Inscryption, che rappresenta la versione originale del gioco, il gameplay è stilizzato come un gioco di ruolo stile pixel art simile a Pokémon. Al giocatore viene chiesto di scegliere uno dei quattro scribi il quale dovrà prenderne il posto. Successivamente il giocatore dovrà esplorare il mondo di gioco per raccogliere set di carte e ampliare la propria collezione. 
Dopo aver raccolto un mazzo di venti carte, il giocatore ha l'opportunità di sfidare ciascuno degli scribi in una battaglia di carte.  In questo atto, è possibile raccogliere tutte e quattro le carte degli scribi e utilizzarle per creare mazzi con diverse combinazioni. Durante questa fase, il giocatore può andare in game over senza subire alcuna penalità. Gli strumenti, totem e png del primo atto non sono presenti. 
Una volta che il giocatore ha completato tutte le missioni della storia, passerà al terzo atto.

#### Terzo atto
Il terzo atto presenta uno stile simile al primo atto, ma con alcune differenze. In questa fase, il personaggio P03 assume il ruolo di mazziere e il gioco si svolge all'interno di una fabbrica di robot. 

P03 e i suoi scagnozzi hanno accesso a diverse "carte della morte" che il giocatore potrebbe aver ottenuto durante le partite del primo atto, rendendo i combattimenti più difficili in questa fase.
Il giocatore deve avanzare attraverso vari incontri, muovendosi in una serie di stanze disposte in uno schema a griglia simile al videogioco The Binding of Isaac. 

Durante gli scontri, il giocatore non dovrà sacrificare le proprie carte per posizionarne altre sul campo di gioco, ma dovrà invece pagare con l'energia fornita ad ogni turno. 

Per liberare lo spazio sul campo di gioco, il giocatore ha a disposizione un martello per scartare le carte non più utili.
La valuta utilizzata per lo scambio con i commercianti è ottenuta infliggendo più danni di quelli necessari per vincere uno scontro contro l'avversario.

Sebbene la sconfitta in un duello di carte non causi il riavvio del gioco, i giocatori devono raggiungere determinati checkpoint sulla mappa per salvare i progressi e impedire il respawn dei nemici precedentemente sconfitti. 

Anche qui il giocatore ha la possibilità di muoversi all'interno della fabbrica dopo aver raggiunto un determinato punto, risolvendo puzzle e ottenendo potenziamenti e nuove carte.

## Colonna sonora
La musica del gioco è stata composta da Jonah Senzel, il quale è stato anche compositore del videogioco Pony Island.

## Sviluppo
Il gioco è nato come un piccolo progetto che Daniel Mullins ha realizzato durante il game jam di Ludum Dare nel 2018, dove il tema principale era "devono essere fatti dei sacrifici". Lo sviluppatore ha tratto ispirazione dal noto gioco Magic: l'Adunanza per la meccanica di sacrificio delle carte, che successivamente è stata utilizzata nel gioco chiamato Sacrifices Must Be Made.
Dopo il game jam, Daniel Mullins decise di pubblicare il gioco su itch.io, dove attirò subito l'attenzione di molti giocatori. 
Dato che aveva appena terminato di pubblicare il videogioco The Hex, Daniel Mullins ha deciso di espandere Sacrifices Must Be Made in un gioco completo, il quale è l'attuale videogioco Inscryption.

A dicembre del 2021, Daniel Mullins Games ha rilasciato un aggiornamento gratuito per il proprio gioco, fornendo una modalità beta chiamata Kaycee's Mod. Tale opzione consente ai giocatori di giocare all'infinito al primo atto di Inscryption permettendo di sbloccare nuove carte e abilità iniziali per affrontare compiti sempre più difficili.

## Accoglienza
| Testata        | Versione | Giudizio |
| -------------- | -------- | -------- |
| Metacritic     | PC       | 85/100   |
| Metacritic     | PS5      | 87/100   |
| IGN            | PC       | 9/10     |
| Multiplayer.it | PC       | 9/10     |
| Everyeye.it    | PC       | 9/10     |
| PC Gamer       | PC       | 69/100   |

Su Metacritic, la maggior parte delle recensioni su Inscryption è stata positiva.
Secondo quanto riportato da Multiplayer.it, l'atto all'interno della capanna è quasi simile ad una sessione di Dungeons & Dragons. Infatti, Leshy assume il ruolo di Dungeon Master, indossando maschere per interpretare personaggi non giocabili e boss e guidando il giocatore durante la partita. 

IGN lo definisce come un gioco geniale.
PC Gamer ritiene la creazione manuale del mazzo un compito sgradevole per il giocatore durante il secondo atto del gioco. 
Inscryption ha raggiunto un grande successo, superando le aspettative di sviluppatori ed editori, con oltre 1 milione di copie vendute su PC in poco più di due mesi dall'uscita.

### Premi
Inscryption è stato candidato nelle categorie "Miglior gioco indipendente" e "Miglior gioco di strategico" ai The Game Awards 2021.

Agli Steam Awards 2021, il gioco è stato candidato per il "Gameplay più innovativo".
Inscryption è stato vincitore di ben quattro premi tra i quali il "Seumas McNally Grand Prize", "Excellence in Design ", Excellence in Narrative" e "Excellence in Audio" all'Independent Games Festival del 2022.
Inoltre, Inscryption è stato nominato come "Gioco dell'anno" e "Miglior design" e innovazione alla ventiduesima edizione dei Game Developers Choice Awards.